# Strip That Down
"Strip That Down" é a canção de estreia solo do cantor e compositor inglês Liam Payne, com participação do rapper estadunidense Quavo. Foi lançada em 19 de maio de 2017 pela gravadora Capitol Records como primeiro single do álbum do único álbum solo de Payne, LP1 (2019), onde foi incluído como uma faixa bônus.
"Strip That Down" é a única canção da carreira a solo de Liam Payne que ultrapassou a barreira de um bilhão de reproduções no Spotify, feito que alcançou em junho de 2024, quatro meses antes da morte do cantor.

## Composição

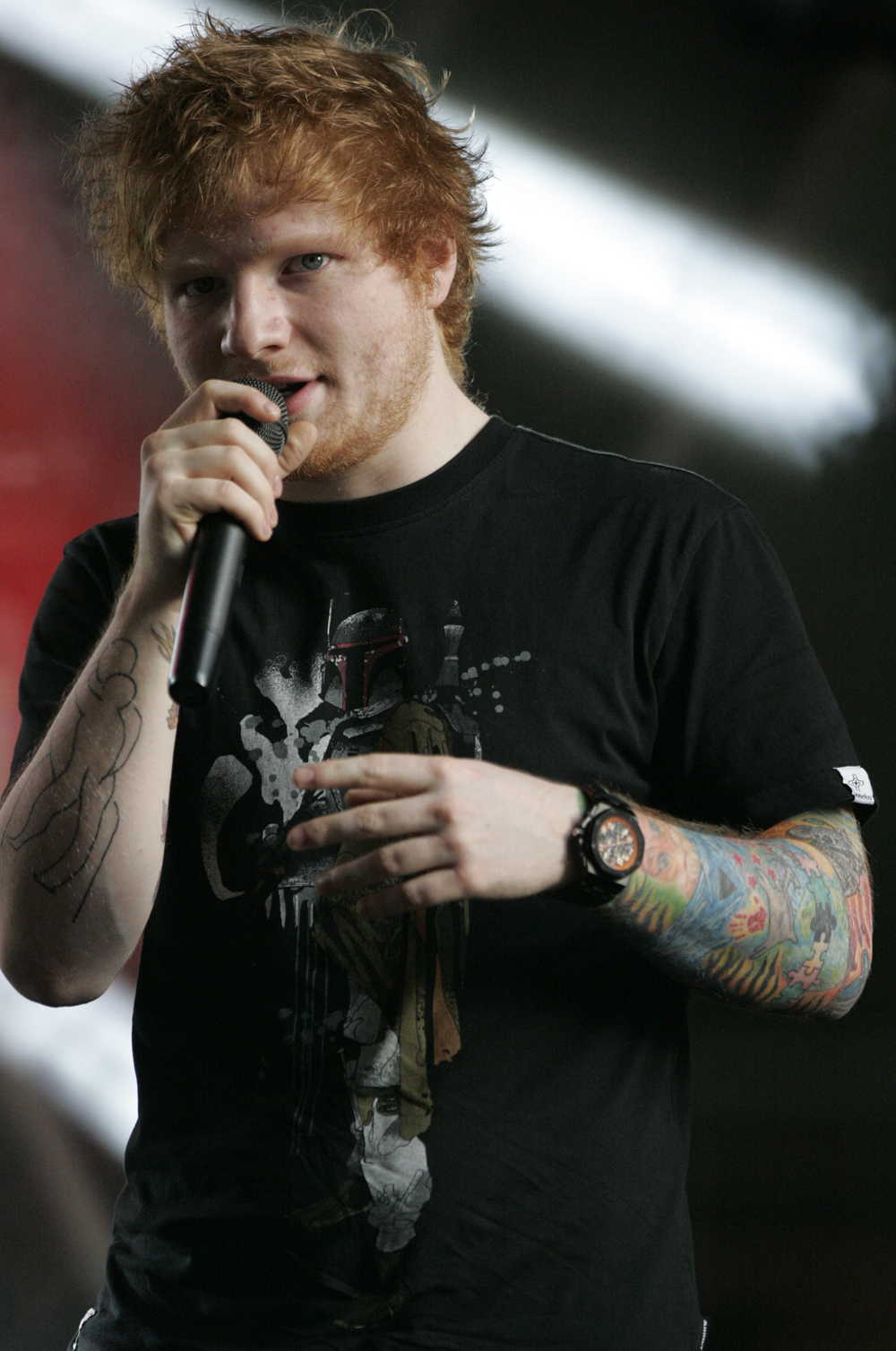
Ed Sheeran, um dos quatro compositores de "Strip That Down", contribuiu com vocais para a canção, mas os mesmos não foram creditados.

"Strip That Down" tem influências do estilo musical trap. Com uma batida pulsante e canto com um estilo de produção minimalista, a canção lembra uma junção de Justin Timberlake e Timbaland. A música contém temas de riqueza, apelo de celebridade e sua então recém-descoberta independência na carreira.

## Desempenho nas tabelas musicais
| Tabela musical (2017)                        | Melhor posição |
| -------------------------------------------- | -------------- |
| Alemanha (Media Control Charts)              | 10             |
| Austrália (ARIA Charts)                      | 2              |
| Áustria (Ö3 Austria Top 40)                  | 15             |
| Bélgica (Ultratop 50 de Flandres)            | 39             |
| Bélgica (Ultratip Bubbling Under da Valônia) | 4              |
| Canadá (Canadian Hot 100)                    | 11             |
| Dinamarca (Hitlisten)                        | 15             |
| Escócia (The Official Charts Company)        | 3              |
| Espanha (PROMUSICAE)                         | 21             |
| Estados Unidos (Billboard Hot 100)           | 10             |
| Estados Unidos (Pop Songs)                   | 1              |
| França (SNEP)                                | 32             |
| Hungria (Stream Top 40)                      | 16             |
| Irlanda (Irish Recorded Music Association)   | 2              |
| Itália (FIMI)                                | 39             |
| Nova Zelândia (NZ Top 40 Singles)            | 4              |
| Noruega (VG-lista)                           | 28             |
| República Checa (Singles Digitál Top 100)    | 14             |
| Reino Unido (UK Singles Chart)               | 3              |
| Suécia (Sverigetopplistan)                   | 24             |
| Suíça (Schweizer Hitparade)                  | 30             |

| Tabela musical (2018)          | Melhor posição |
| ------------------------------ | -------------- |
| Reino Unido (UK Singles Chart) | 91             |

| Tabela musical (2024)          | Melhor posição |
| ------------------------------ | -------------- |
| Reino Unido (UK Singles Chart) | 41             |

## Histórico de lançamento
| País           | Data               | Gravadora | Formato                |
| -------------- | ------------------ | --------- | ---------------------- |
| Mundo          | 19 de maio de 2017 | Capitol   | Download digital       |
| Estados Unidos | 23 de maio de 2017 | Republic  | Contemporary hit radio |